# Alchisme fastidiosa
Alchisme fastidiosa är en insektsart som beskrevs av Leon Fairmaire. Alchisme fastidiosa ingår i släktet Alchisme och familjen hornstritar. Inga underarter finns listade i Catalogue of Life.